# Орчерд-Гоумс (Монтана)
Орчерд-Гоумс (англ. Orchard Homes) — переписна місцевість (CDP) в США, в окрузі Міссула штату Монтана. Населення — 5377 осіб (2020).

## Географія
Орчерд-Гоумс розташований за координатами 46°51′28″ пн. ш. 114°4′36″ зх. д. / 46.85778° пн. ш. 114.07667° зх. д. (46.857868, -114.076529).  За даними Бюро перепису населення США в 2010 році переписна місцевість мала площу 16,26 км², з яких 15,54 км² — суходіл та 0,72 км² — водойми. В 2017 році площа становила 15,32 км², з яких 14,76 км² — суходіл та 0,57 км² — водойми.

## Демографія
Згідно з переписом 2010 року, у переписній місцевості мешкало 5197 осіб у 2122 домогосподарствах у складі 1445 родин. Густота населення становила 320 осіб/км².  Було 2204 помешкання (136/км²).
Расовий склад населення:
| - 93,1 % — білих - 2,0 % — корінних американців - 1,8 % — азіатів - 0,2 % — чорних або афроамериканців - 0,1 % — вихідців з тихоокеанських островів |

До двох чи більше рас належало 2,4 %. Частка іспаномовних становила 2,2 % від усіх жителів.
За віковим діапазоном населення розподілялося таким чином: 20,9 % — особи молодші 18 років, 64,2 % — особи у віці 18—64 років, 14,9 % — особи у віці 65 років та старші. Медіана віку мешканця становила 43,4 року. На 100 осіб жіночої статі у переписній місцевості припадало 98,5 чоловіків;  на 100 жінок у віці від 18 років та старших — 98,9 чоловіків також старших 18 років.
Середній дохід на одне домашнє господарство  становив 69 991 долар США (медіана — 52 262), а середній дохід на одну сім'ю — 82 090 доларів (медіана — 65 651). Медіана доходів становила 47 819 доларів для чоловіків та 31 115 доларів для жінок. За межею бідності перебувало 16,3 % осіб, у тому числі 17,8 % дітей у віці до 18 років та 1,5 % осіб у віці 65 років та старших.
Цивільне працевлаштоване населення становило 2921 осіб. Основні галузі зайнятості: освіта, охорона здоров'я та соціальна допомога — 22,5 %, роздрібна торгівля — 17,8 %, мистецтво, розваги та відпочинок — 17,6 %.